# Герріт ван Гонтгорст
Гонтгорст, тобто Герріт ван Гонтгорст (нід. Gerard van Honthorst; 4 листопада 1590, Утрехт — 27 квітня 1656, Утрехт) — нідерландський художник, караваджист. Малював офіційні портрети, релігійні композиції, побутові сценки. Робив офорти.

## Ранні роки
Герріт ван Гонтгорст походив з родини, що здавна була пов'язана з мистецтвом. Ще його дід був художником, а батько навіть став головою художньої гільдії міста Утрехт. Герріт (або Герард) і народився в Утрехті. Первісне навчання отримав від батька, а потім навчався у Абрахама Блумарта (1564—1651), представника нідерландського маньєризму.

## Італійський період
Близько 1610 р. Гонтгорст дістався Риму, відомого художнього центру Італії і Західної Європи взагалі. В Римі мав свою майстерню, куди брав учнів. Зафіксована праця видатного художника Матіаса Стомера саме в римській майстерні Гонтгорста. Талановитий Гонтгорст був знайомим з італійцями-художниками Ораціо Джентілєскі та Бартоломео Манфреді, караваджистами. Серед меценатів утрехтського художника в Римі — маркіз Вінченцо Джустініані, який купував картини самого Караваджо, і кардинал Шипіоне Боргезе, який теж не цурався творчості Караваджо. Художник працював в Італії майже 10 років. За пристрасть до зображення нічних сцен італійці прозвали його «Нічний Герардо».

## Знову на батьківщині

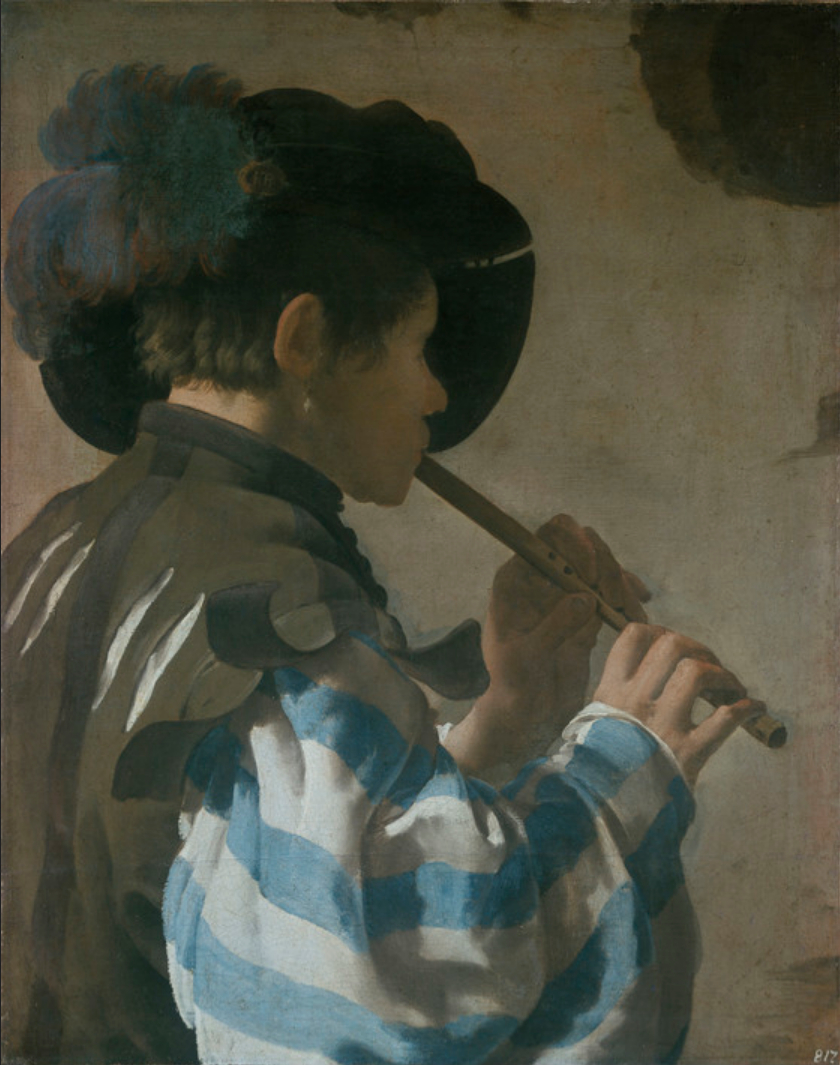
Худ. Тербрюгген. Юнак-флейтист, 1621 р.

Близько 1620 р. він повернувся в Голландію. Перші два роки працював в місті Гаага. Але мав небагато замов і збіднів, жив в кімнаті на даху. З 1622 р. — в рідному Утрехті, де став майстром художньої гільдії Св. Луки. Мав замовлення і славу. Серед візітерів до майстерні Гонтгорста був сам вельможний П. П.Рубенс, що є покажчиком художніх успіхів утрехтця Гонтхорста. У 1628 році працював в Лондоні по замовам короля Британії Карла I Стюарта. Серед замовників художника був і король Данії Крістіан IV. Отже, Гонтгорст зумів зробити міжнародну художню кар'єру, що вдавалося не кожному.
Неофіційним суперником Гонтгорста в Утрехті став художник Тербрюгген. Той теж подорожував до Італії, де бачив на власні очі картини Караваджо. Він повернувся в Утрехт раніше за Бабюрена і Гонтгорста. Це Тербрюгген приніс першим в Утрехт звістку про дивні художні знахідки Караваджо. А музичні картини Тербрюггена стали прямим і творчим продовженням найкращих музичних сцен Караваджо і його найталановитіших послідовників. Музи́ки Тербрюггена занурені в музику, а не в залицяння чи флірт, як у Гонтгорста.
В 1637 році Гонтгорст знову в Гаазі, яку тепер вдалося підкорити: він фаворит Фредеріка Гендріка, герцога Оранського. Гаага була домівкою Гонтгорста 15 років. У 1652 він повертається в рідний Утрехт, де жив до смерті у 1656 році.

## Автопортрет. Малюнок
Автопортрети — не новина в XVII столітті. Зробив свій автопортрет і Гонтгорст. Вечір. Позаду важкуватий день і художник сидить утомлено і малорухомо. Голландці не знімали капелюхи в приміщеннях, навіть на вечірках, при візитах до рідних чи в гостях. Здається, свої голландські звички Гонтгорст не полишав ні в Голландії, ні в Італії.
Малюнок дивує майстерним відтворенням вечірнього освітлення, що добре вдається олійними фарбами і важко в графіці. Гонтгорст — майстер, займався офортом, прийоми караваджизму міг відтворити і в графіці, що давалося не кожному.

## Офіційні портрети

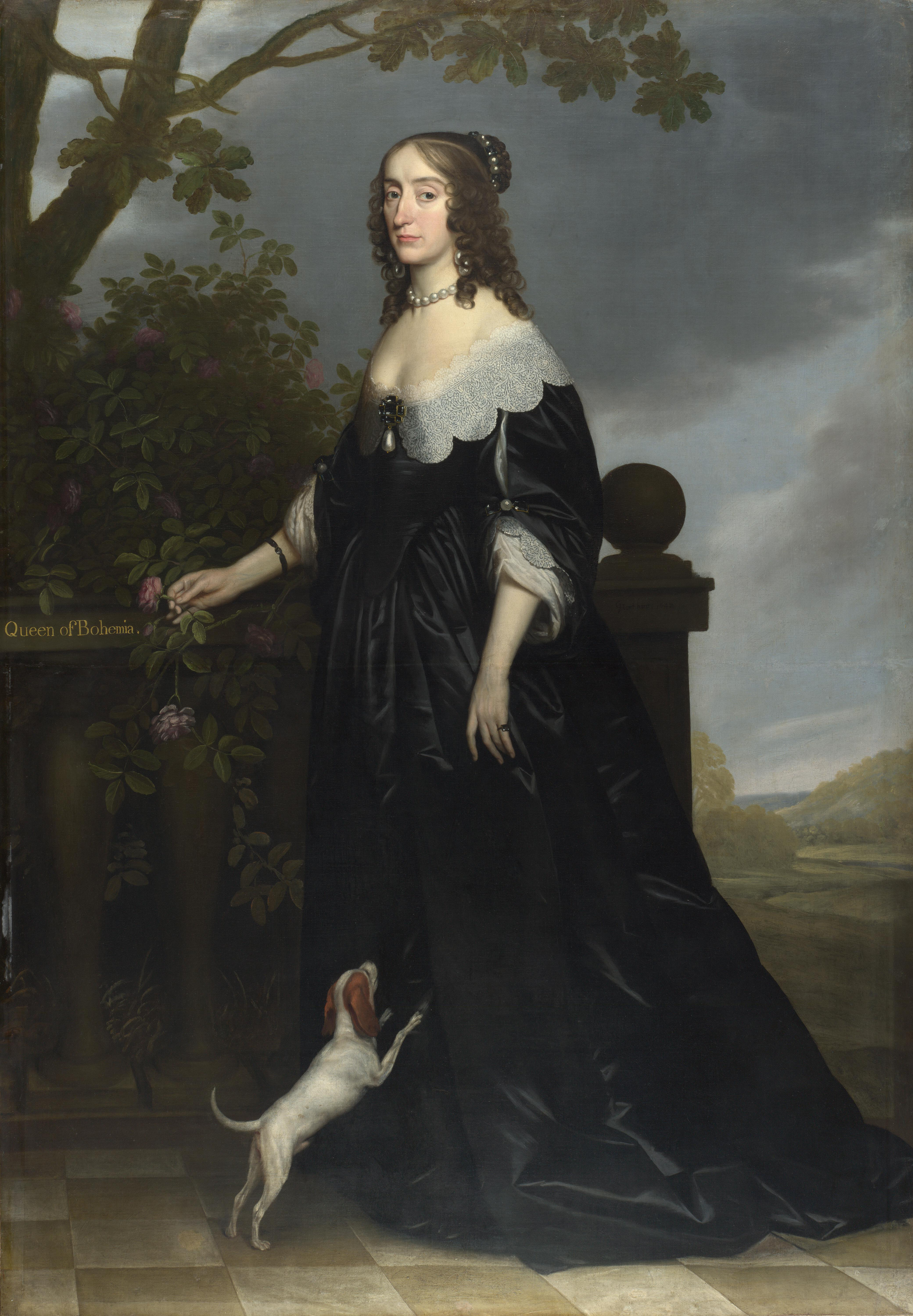
Єлизавета Стюарт, королева Богемії, 1642
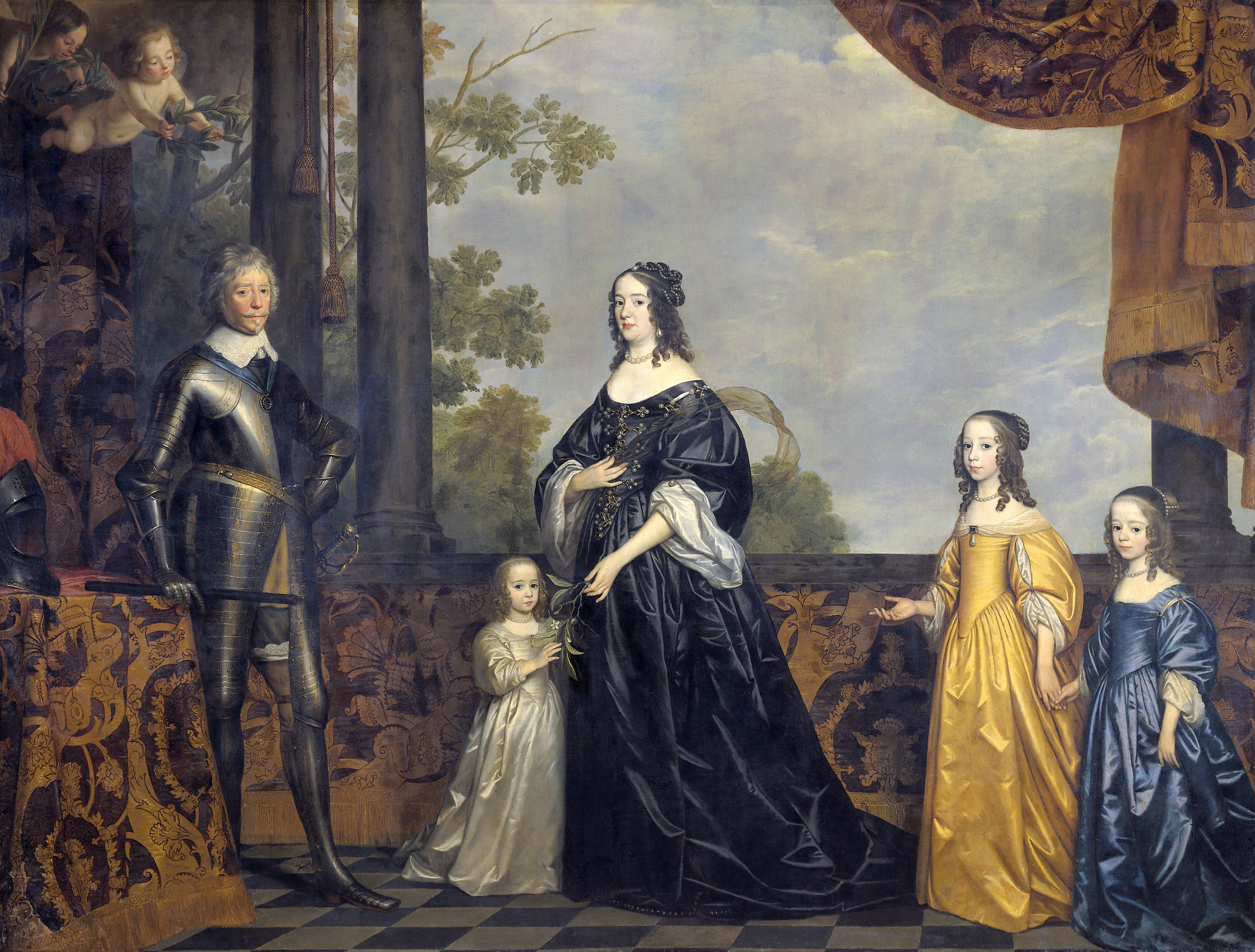
Фредерік Гендрік, герцог Оранський, з родиною
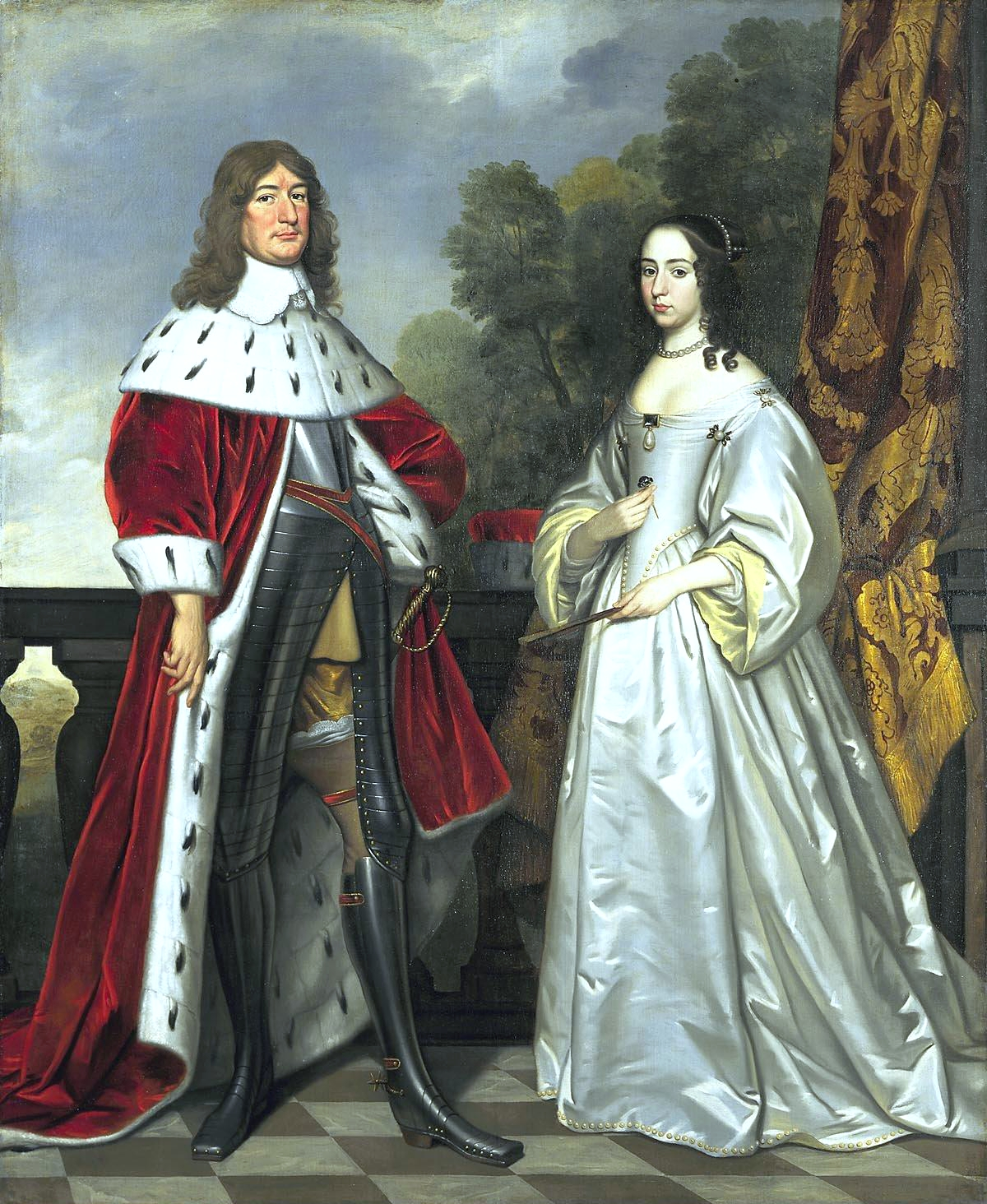
Курфюрст Бранденбурзький Фрідріх Вільгельм I і Луїза Генрієтта Нассау

В офіційних портретах Гонтгорст слухняно йде за традицією репрезентативних портретів офіційних осіб. Звідси — багаті завіси, чопорні пози, обов'язкова шляхетність, навіть якщо особа не була а ні привабливою, а ні шляхетною. Рубенс додавав казкових (міфологічних) персон до нецікавих йому моделей (історія життя королеви Марії Медічі), і так виходив із скрутного становища. Гонтгорст в портретах — скутий, боязкий, занадто слухняний.

## Караваджизм

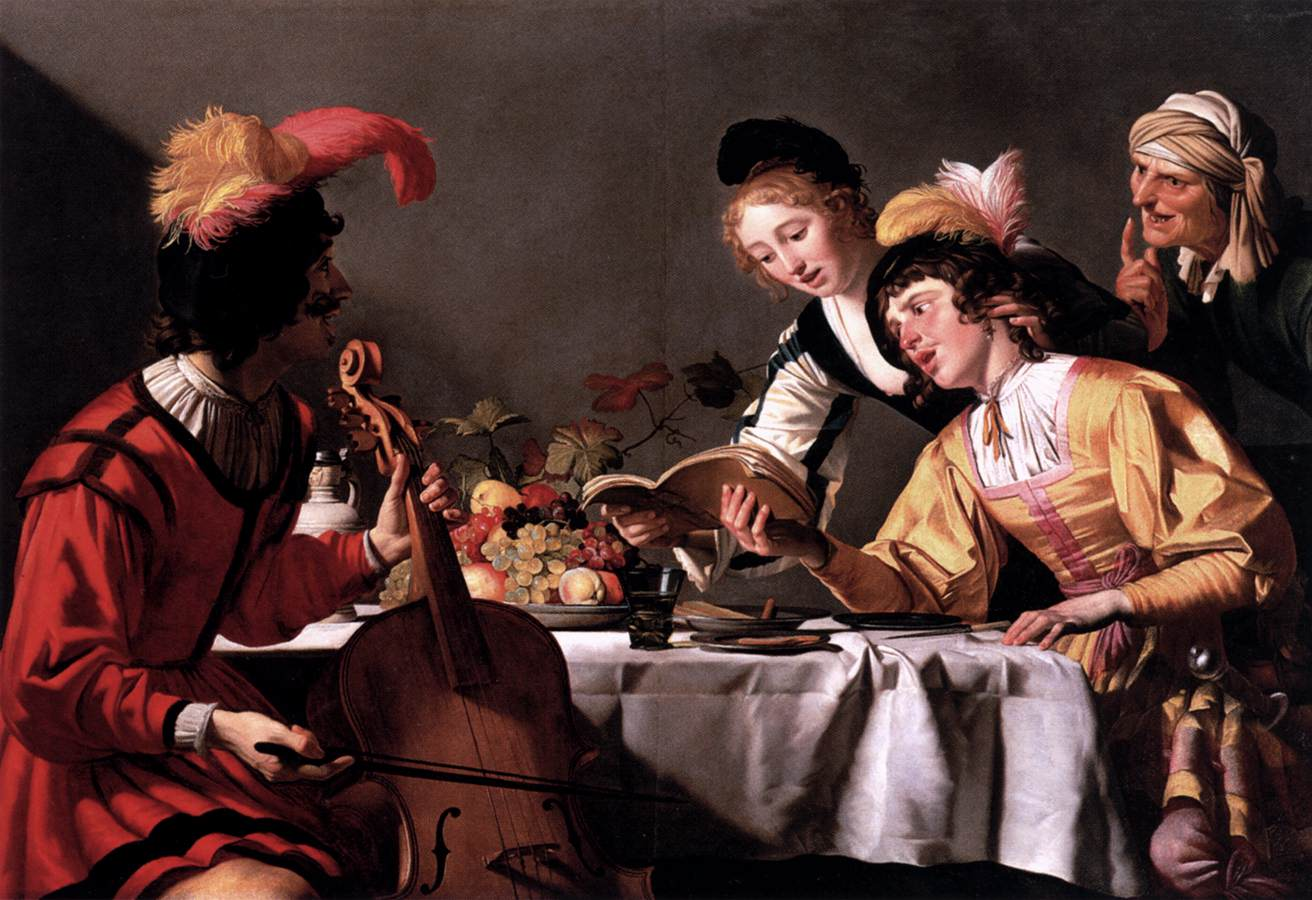
Концерт, галерея Боргезе, Рим.
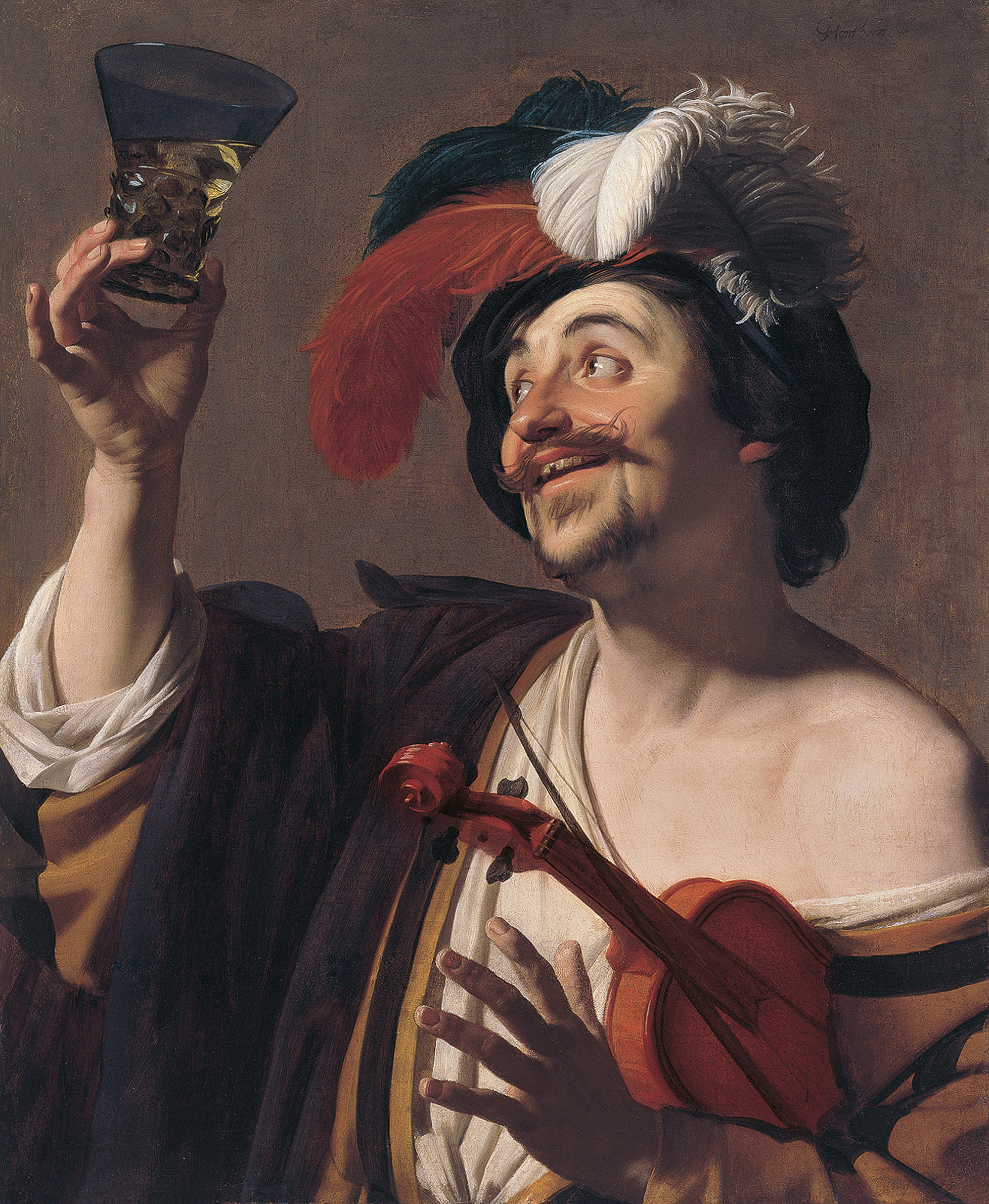
Скрипаль з чаркою вина, бл.1624 Музей Тіссен-Борнемісса, Мадрид.
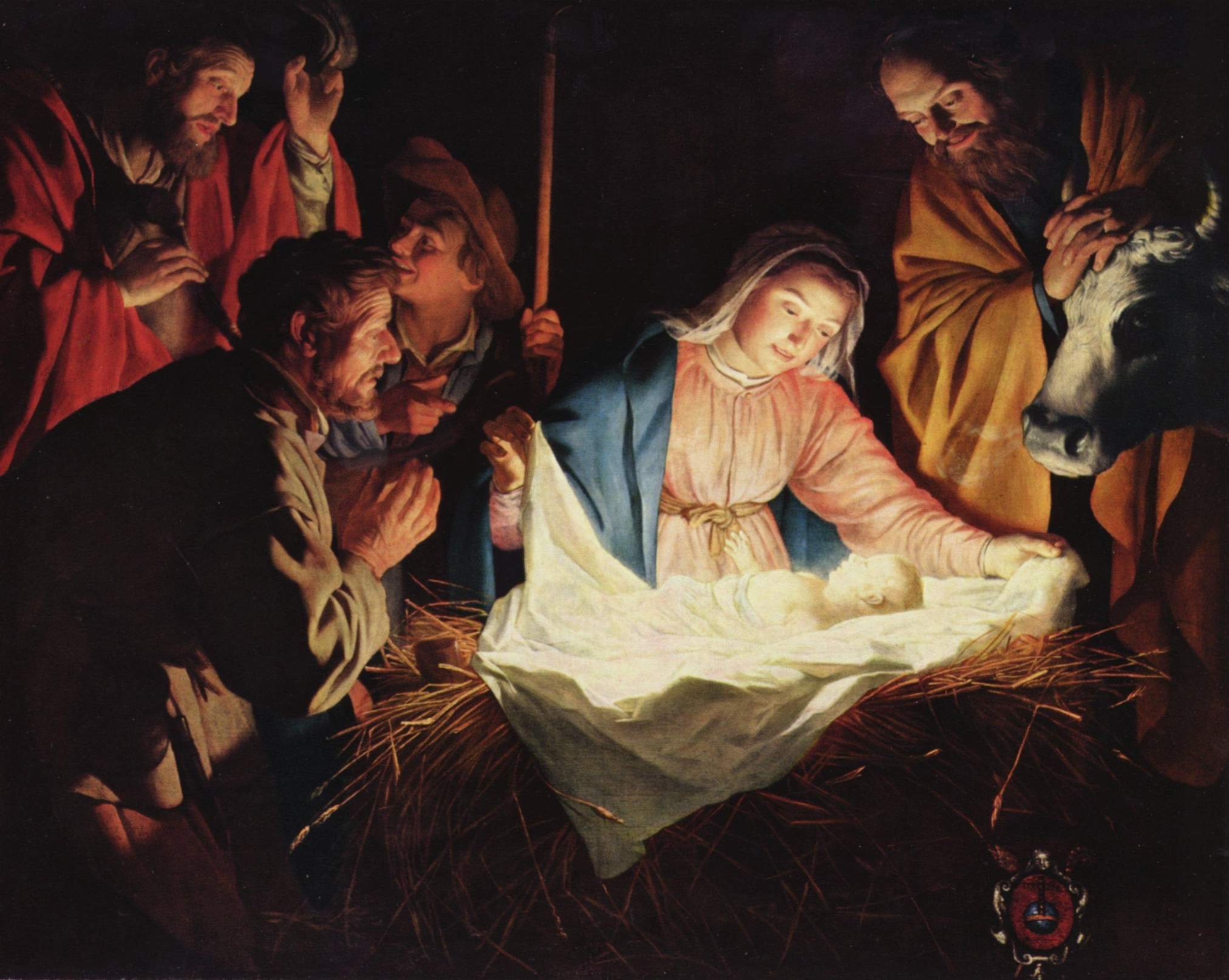
Гонтгорст. Поклоніння пастухів, 1622 р., Музей Вальвафа-Ріхарца

Полотно «Концерт» з Галереї Боргезе належить до римського періоду творчості Гонтгорста. Місцеві пани зібрались на вечірку. Аби додати веселощів-створили концерт. Зовнішньо шляхетне дозвілля таки перейшло край, і стара прийшла угомонити молодь, що завзято і галасливо співає. Натюрморт на столі свідчить про те, що Гонтгорст бачив твори Караваджо і вивчав їх.
Інші картини менш залежні від знахідок Караваджо, але Гонтгорст був і залишається послідовником великого майстра.

## Побутові сценки

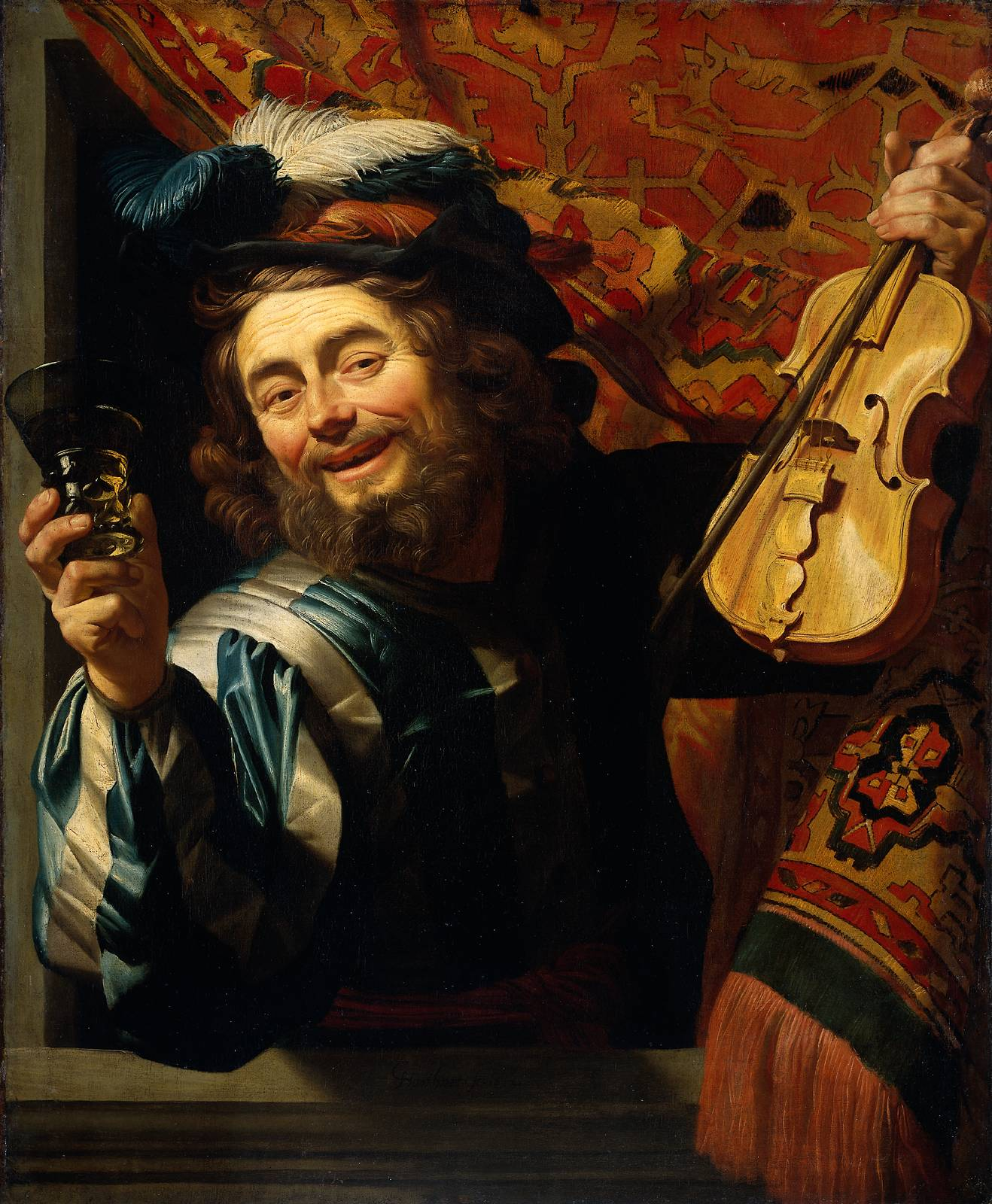
П'яненький скрипаль, 1623
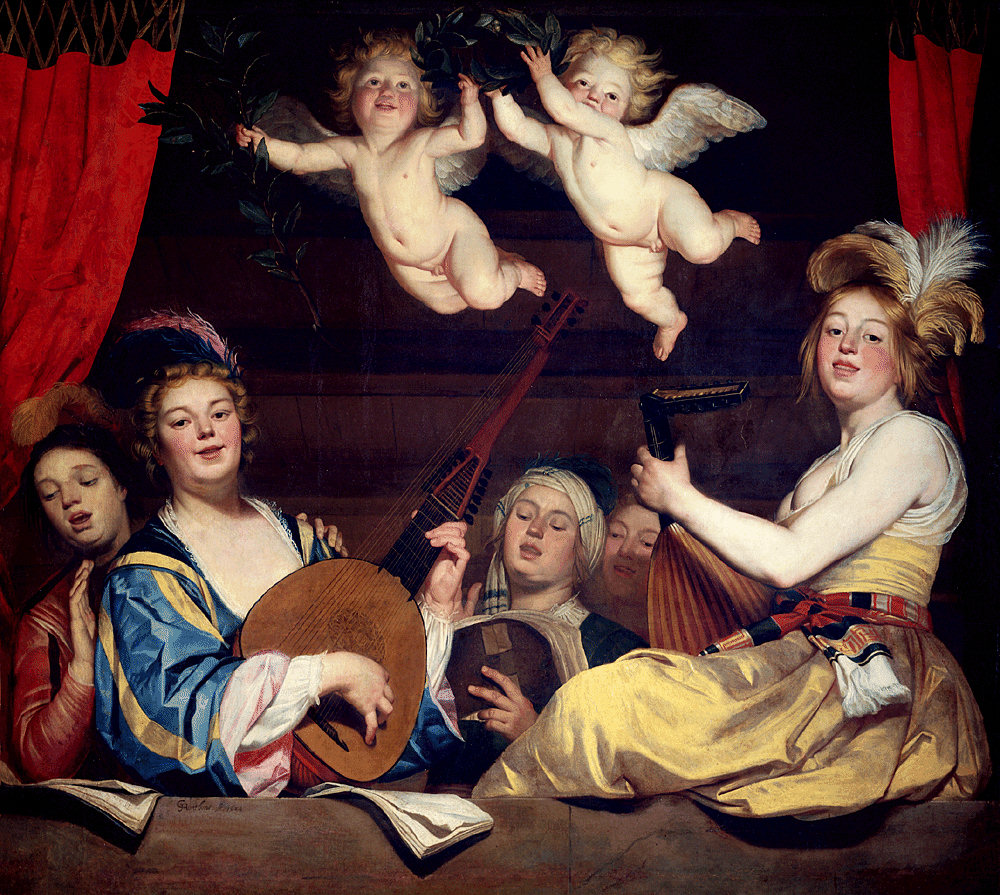
Концерт (музичний супровід бенкету),1624
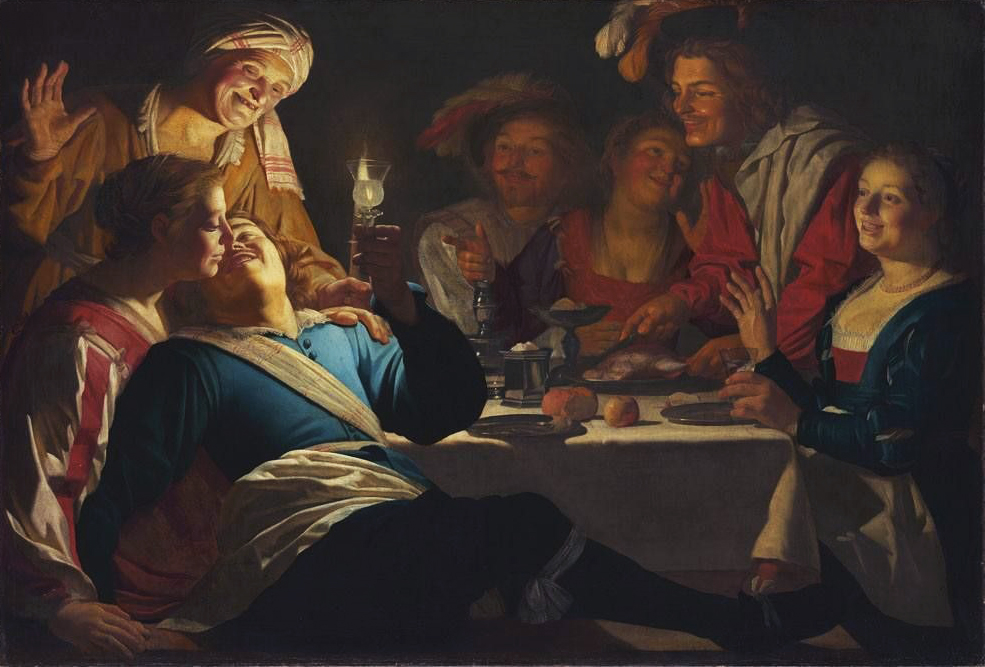
Бенкет блудного сина

## Гонтгорст і Матіас Стомер

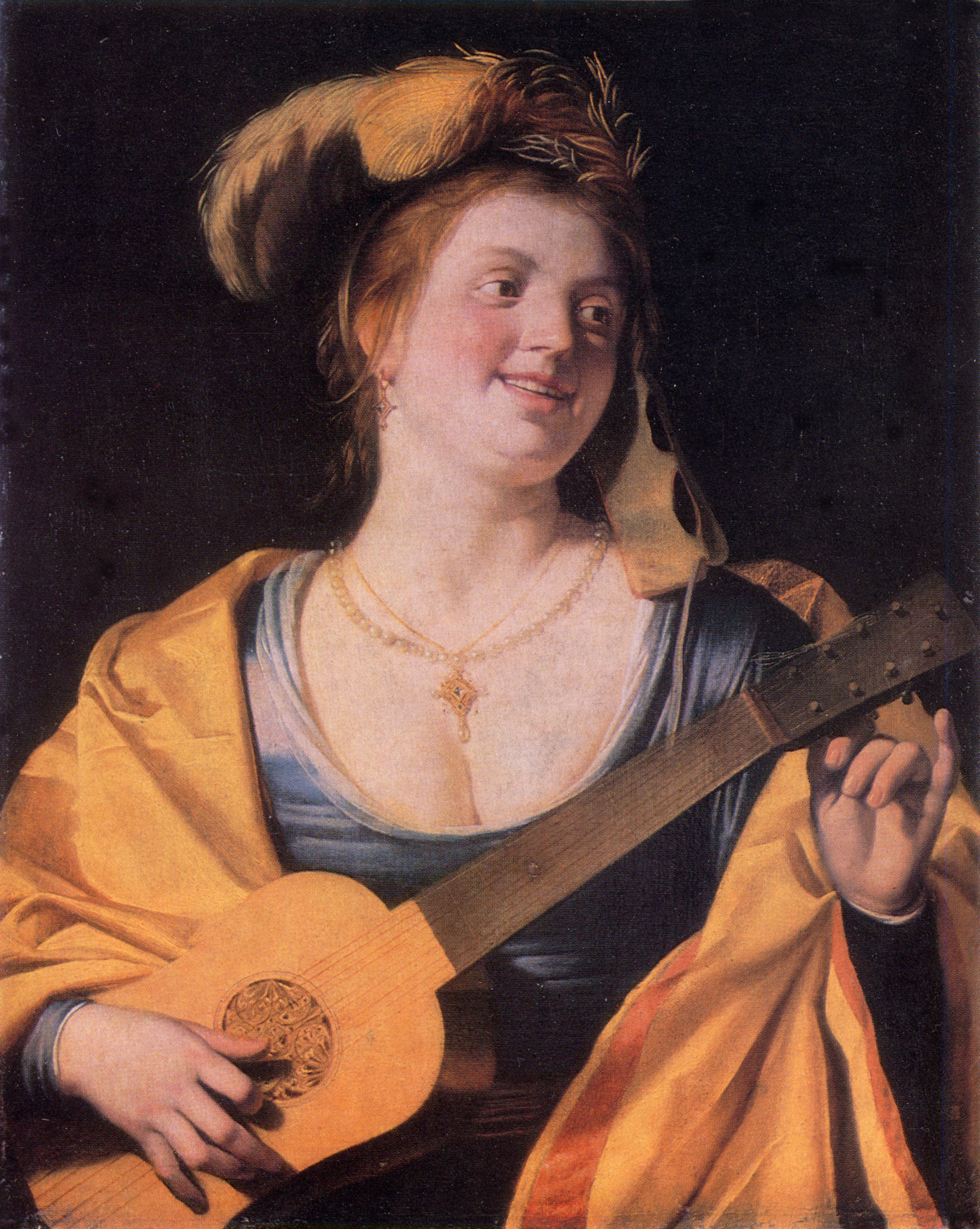
Жінка з гітарою, Львівська національна галерея мистецтв

Трагічні події життя чи моральність вчинків людей мало зачіпали Гонтгорста. Він нейтрально малює п'яненького скрипаля чи чоловіка і жінку, що відверто фліртують, граючи на музичних інструментах. Гра жінки на лютні часто передувала домовленості про ціну на секс-послугу. Нічна сцена в картині Гонтгорста «У сводні» саме про це — в руці нічного залицяльника кошель з грошима. Показовою є й картина «Бенкет блудного сина». Художник бере легковажний момент — сам бенкет, веселощі на батьківські гроші, за якими будуть бідність і каяття. Ані бідність, ані каяття Гонтгорста ніяк не приваблювали. Добре намальована картина стала легковажною розповіддю про марнування життя.

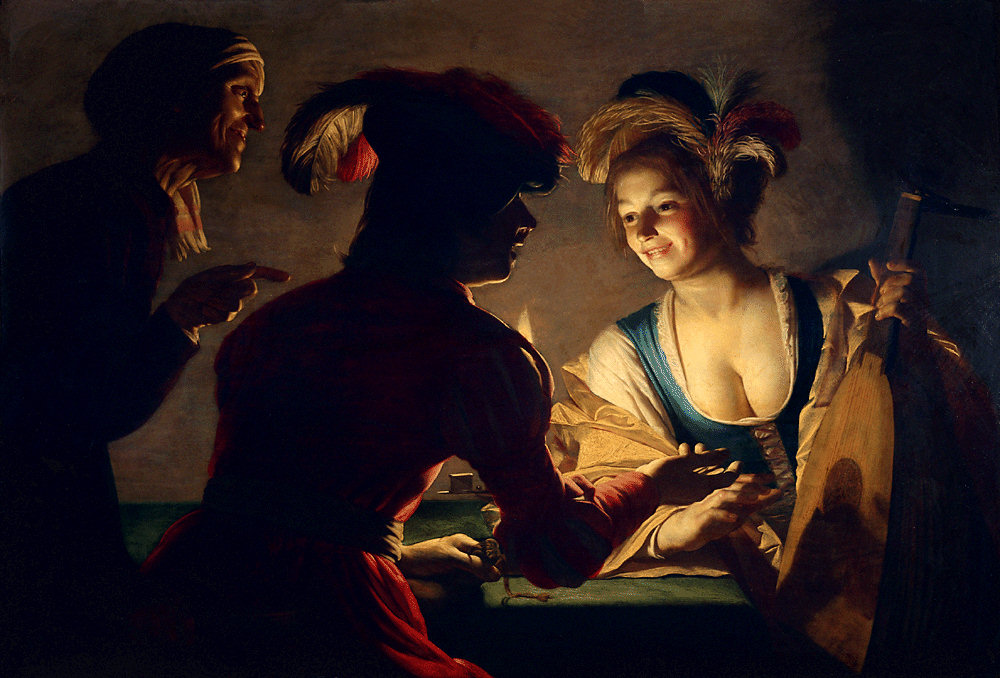
Худ. Гонтгорст. «У сводні»
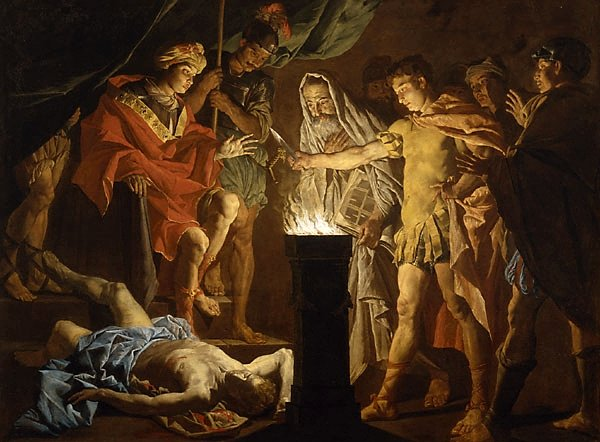
Худ.Стомер. Муций Сцевола спалює власну руку перед загарбником Порсеною, бл. 1640 рр., (Художня галерея Нового Південного Уельсу)
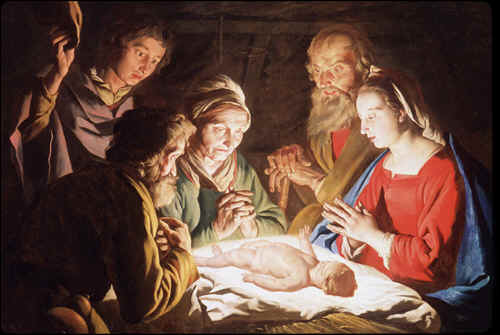
Худ. Стомер. Поклоніння пастухів. бл. 1635-40, Oil (Музей мистецтв Північної Кароліни)

Деякий час Гонтгорст і Матіас Стомер наче йдуть поряд. У Гонтгорста є картина з художником-читачем вночі (палац Барберіні, Рим), і у Стомера є картина «Юнак читає біля свічки (художник?)». Обидва малювали «Поклоніння пастухів». Але Гонтгорст повернеться до Голландії, де малюватиме офіційні портрети і легковажні картини.
Натомість моральність і оцінка вчинків людини хвилюють Стомера. Герої Біблії і герої давньоримської історії — постійні персонажі його картин. Про захисника Риму Сцеволу він намалює декілька картин, уславивши самопожертву і здатність на подвиг.